# 1912 ve fotografii

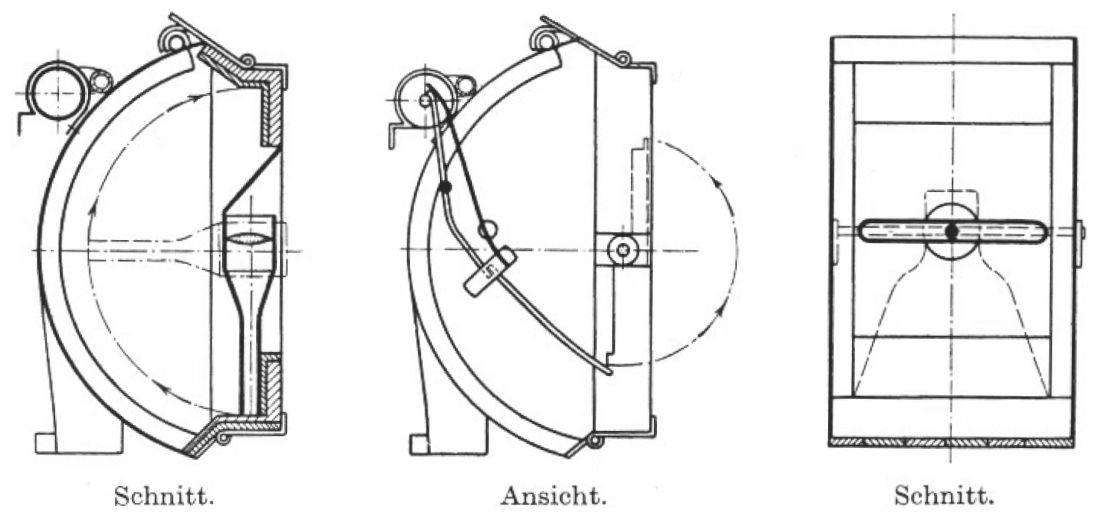
Schéma dvojité sportovní panoramatické kamery Julia Neubronnera

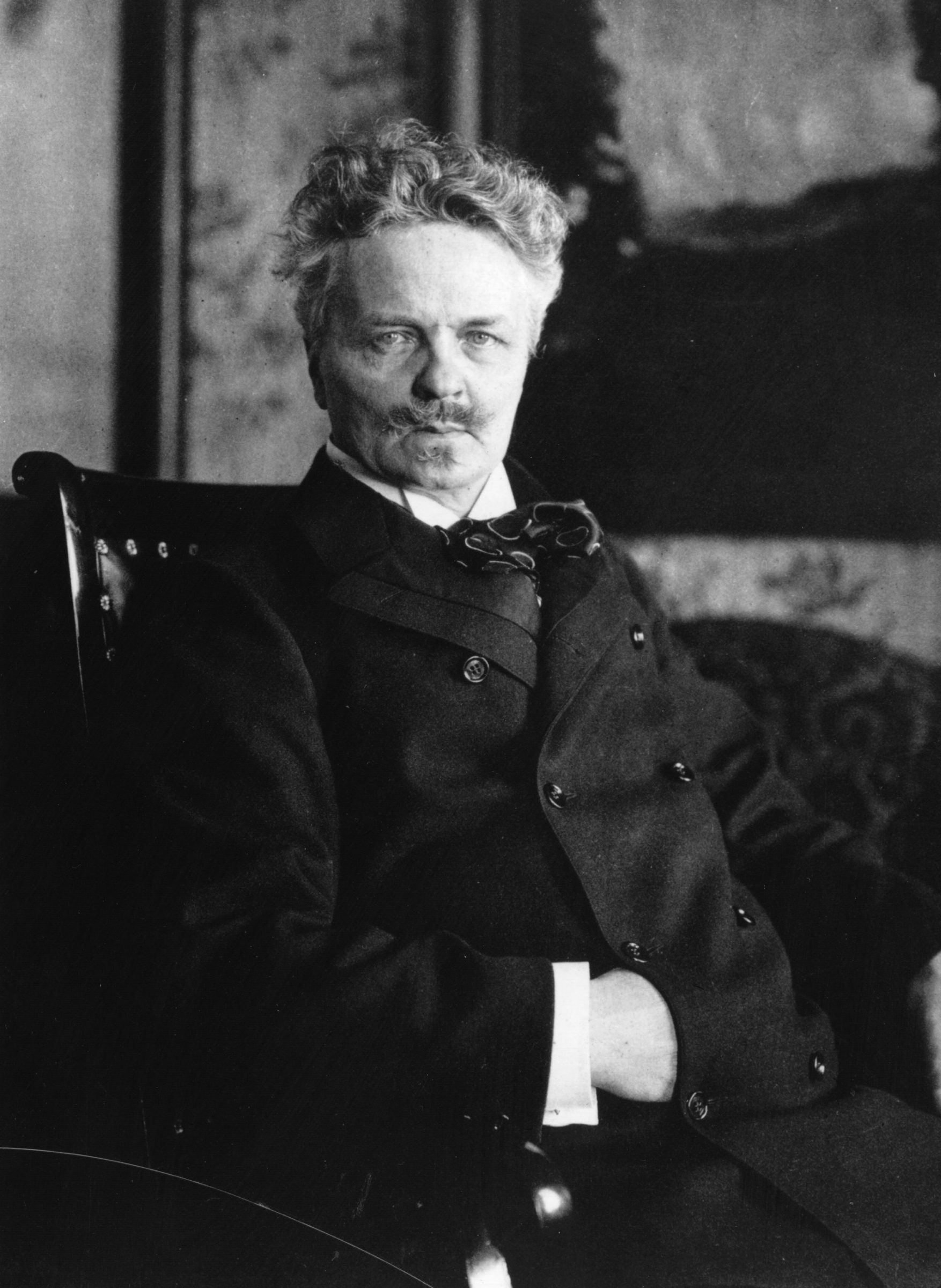
V tomto roce zemřel August Strindberg

Tento článek obsahuje významné fotografické události v roce 1912.

## Události
- Rudolf Fischer (1881–1957) a H. Siegrist vynalezli barevné vyvolávání filmu.[1]
- Vest Pocket Kodak používal 127 film.
- Německý vynálezce Julius Neubronner vyrobil první dvojitou sportovní panoramatickou kameru o formátu 3 × 8 cm určenou převážně pro holubí fotografii ze vzduchu.
- V březnu italský kapitán Carlo Piazza pořídil historicky první fotografie z letounu. Jednalo se o pozice tureckých vojsk během italsko-tureckého konfliktu.[2] Někdy se uvádí: 24. a 25. února – italský kapitán Carlo Piazza ve válce proti Turecku poprvé během letu použil k průzkumné činnosti fotografický přístroj.
- V Německu byla ustavena první fotoprůzkumná letecká jednotka.

## Narození v roce 1912
- 9. ledna – Annemarie Heinrich, německo-argentinská fotografka († 22. září 2005)
- 17. ledna – Luis Korda, kubánský fotograf († 19. prosince 1985)
- 14. dubna – Robert Doisneau, francouzský fotograf († 1. dubna 1994)
- 18. dubna – Théo Mey, lucemburský fotograf († 25. srpna 1964)
- 27. dubna – Ladislav Dědourek, český fotograf († 4. září 1986)
- 15. června – Fanny Schoonheyt, nizozemská fotografka († 23. prosince 1961)
- 17. července – Conrad Poirier, kanadský fotograf a průkopník fotožurnalistiky († 12. ledna 1968)
- 25. července – Kamil Lhoták, český fotograf († 22. října 1990)
- 4. září – Earle Bunker, americký fotograf, který v roce 1944 získal Pulitzerovu cenu (†  29. ledna 1975)
- 22. října – Harry Callahan, americký fotograf († 15. března 1999)
- ? – François Tuefferd, francouzský fotograf († 17. prosince 1996)
- ? – Rikkó Nakamura, japonský fotograf († 1995)
- ? – Marynn Older Ausubelová, americká fotografka a členka newyorské organizace Photo League († 1980)
- ? – Christian Adrian Michel, švýcarský hodinář a fotograf († 1980)
- ? – Nata Piaskowski, polsko-americká fotografka, krajiny, portréty (6. ledna 1912 – 19. srpna 2004)
- ? – Kenneth St Joseph, anglický archeolog, geolog a veterán Royal Air Force (RAF), průkopník použití letecké fotografie jako metody archeologického výzkumu v Británii a Irsku (13. listopadu 1912 – 11. března 1994)
- ? – Marta Hoepffnerová, německá fotografka a výtvarná umělkyně známá abstraktní a experimentální fotografií, vytvářela fotogramy (4. ledna 1912 – 3. dubna 2000)
- ? – Otta Sepp, český tramp, fotožurnalista a fotograf, dokumentoval život Jihočechů, objekty určené k demolici či přestavbě v okolí Českých Budějovic (7. července 1912 – 10. ledna 2011)

## Úmrtí v roce 1912
- 28. ledna – Rudolf Liebich, rakousko-bulharský fotograf (* ?)
- konec ledna – Paul Bergon, francouzský fotograf (* ?)
- 21. dubna – Willoughby Wallace Hooper, britský fotograf působící v Indii (* 1837)
- 22. dubna – Ignacio Coyne, španělský fotograf (* 1872)
- 24. dubna – Samuel Bourne (* 30. října 1834)
- 14. května – August Strindberg, švédský fotograf (* 22. ledna 1849)
- 16. června – Thomas Pollock Anshutz, americký učitel a umělec (* 5. října 1851)
- 7. září – Jan Tomáš, český fotograf (* 2. června 1841)
- 19. září – Alphonse Davanne, francouzský fotograf (* 12. dubna 1824)
- 21. října – Tamoto Kenzó, japonský fotograf (* 8. května 1832)
- 16. listopadu – Kassian Cephas, indonéský fotograf (* 15. ledna 1845)
- 12. prosince – Émile Placet, francouzský fotograf (* 5. září 1834)
- ? – Suzuki Shin'ichi II, japonský fotograf (* 1855)
- ? – Catherine Esperon, španělská fotografka (* 1828)